# Dwór w Dalewicach
Dwór w Dalewicach – zabytkowy zespół dworsko-parkowy znajdujący się w Dalewicach, w gminie Koniusza, w powiecie proszowickim, w województwie małopolskim.
Obiekt w skład którego wchodzi ruina dworu, park i aleja topolowa został wpisany do rejestru zabytków nieruchomych województwa małopolskiego.
Dwór został zbudowany ok. 1786 przez Feliksa Niemojewskiego herbu Rola. Budynek murowany, parterowy z cegły i kamienia łupanego, łączonych zaprawą wapienno-piaskową. Po części był podpiwniczony na podstawie prostokątnej, o łącznej powierzchni 326 metrów kwadratowych. W swym wnętrzu, miał 11 pokoi z zasobnym i unikatowym wyposażeniem. Całość pokrywał dach polski (uskokowy) czterospadowy, z więźbą drewniana i pokryciem gontowym przebudowany w XX wieku.  W czerwcu 1875 majątek Dalewice wraz z dworem i otaczającym go parkiem, nabyła rodzina Dunikowskich. Nowym Właścicielem został Wincenty Dunikowski dalszy kuzyn Mieczysława ojca Xawerego Dunikowskiego. W 1887 Stanisław Dunikowski syn Wincentego sprzedał majątek Dalewice rodzinie Korulskich, którzy władali nim potem do roku 1945. W 1944 Niemcy zajęli część obiektów i założyli Stützpunkt – punkt oporu . W 1945 w czasie reformy rolnej urządzono tutaj szkołę rolniczą, działającą do 1970, w 1980 już częściowo zdewastowaną budowlę odkupują Dunikowscy z Krakowa. Na obszarze ponad 3 hektarów znajdują się obecnie ruiny zabytkowego dworu, park, 2 stawy, rzeka oraz 4 źródła wody, posiadłość wystawiona została na sprzedaż.
Park którego pozostałościami są rosnące gdzieniegdzie narcyzy, oraz konwalie pochodzi z XVIII w. przebudowany w XIX i XX wieku. 